# Міста Шрі-Ланки
Міста міст Шрі-Ланки включає в себе населені пункти з населенням понад 50 000 осіб.

## Міста
| Місто                                                      | Зображення | Підрозділ окружного секретаріату                           | Округ        | Провінція           | Населення          | Населення    | Площа (км²) | Густота населення (на км²) | Координати                                                          |
| Місто                                                      | Зображення | Підрозділ окружного секретаріату                           | Округ        | Провінція           | Агломерація (2012) | Місто (2012) | Площа (км²) | Густота населення (на км²) | Координати                                                          |
| ---------------------------------------------------------- | ---------- | ---------------------------------------------------------- | ------------ | ------------------- | ------------------ | ------------ | ----------- | -------------------------- | ------------------------------------------------------------------- |
| Коломбо කොළඹ கொழும்பு                                           |            | Коломбо / Тімбірігас'яя                                    | Коломбо      | Західна             | 752,993            | 561,314      | 37.31       | 18 407                     | 6°56′04″ пн. ш. 79°50′34″ сх. д. / 6.93444° пн. ш. 79.84278° сх. д. |
| Дехівала-Маунт-Лавінія දෙහිවල- ගල්කිස්ස தெஹிவளை- கல்கிசை              |            | Дехівала                                                   | Коломбо      | Західна             | 245,974            | 184,468      | 21.00       | 10 698                     | 6°50′23″ пн. ш. 79°52′33″ сх. д. / 6.83972° пн. ш. 79.87583° сх. д. |
| Моратува මොරටුව மொறட்டுவை                                        |            | Моратува                                                   | Коломбо      | Західна             | 207,755            | 168,280      | 23.00       | 8250                       | 6°47′57″ пн. ш. 79°52′36″ сх. д. / 6.79917° пн. ш. 79.87667° сх. д. |
| Шрі-Джаяварденепура-Котте ශ්‍රී ජයවර්ධනපුර කෝට්ටේ ஶ்ரீ ஜெயவர்த்தனபுரம் கோட்டை |            | Котте                                                      | Коломбо      | Західна             | 135,806            | 107,925      | 17.00       | 7296                       | 6°54′39″ пн. ш. 79°53′16″ сх. д. / 6.91083° пн. ш. 79.88778° сх. д. |
| Негомбо මීගමුව நீர்கொழும்பு                                        |            | Негомбо                                                    | Гампаха      | Західна             | 127,754            | 142,449      | 31.00       | 4957                       | 7°13′00″ пн. ш. 79°50′00″ сх. д. / 7.21667° пн. ш. 79.83333° сх. д. |
| Канді මහනුවර கண்டி                                            |            | Канді                                                      | Канді        | Центральна          | 125,351            | 98,828       | 27.00       | 4591                       | 7°17′47″ пн. ш. 80°38′06″ сх. д. / 7.29639° пн. ш. 80.63500° сх. д. |
| Калмунай කල්මුනේ கல்முனை                                         |            | Калмунай-Муслімський / Калмунай-Тамільський / Саїнтамарату | Ампара       | Східна              | 106,783            | 99,893       | 23.00       | 4726                       | 7°25′00″ пн. ш. 81°49′00″ сх. д. / 7.41667° пн. ш. 81.81667° сх. д. |
| Вавунія වවුනියාව வவுனியா                                         |            | Вавунія                                                    | Вавунія      | Північна            | 99,653             | 34,816       | 22.50       | 1409                       | 8°45′00″ пн. ш. 80°29′00″ сх. д. / 8.75000° пн. ш. 80.48333° сх. д. |
| Ґалле ගාල්ල காலி                                               |            | Галле                                                      | Ґалле        | Південна            | 99,478             | 86,333       | 7.00        | 5712                       | 6°02′03″ пн. ш. 80°12′59″ сх. д. / 6.03417° пн. ш. 80.21639° сх. д. |
| Тринкомалі ත්‍රිකුණාමලය திருகோணமலை                                   |            | Тринкомалі                                                 | Тринкомалі   | Східна              | 99,135             | 48,351       | 7.50        | 6883                       | 8°34′00″ пн. ш. 81°14′00″ сх. д. / 8.56667° пн. ш. 81.23333° сх. д. |
| Баттікалоа මඩකලපුව மட்டக்களப்பு                                 |            | Північний Манмунай                                         | Баттікалоа   | Східна              | 92,332             | 86,227       | 75.00       | 1113                       | 7°43′00″ пн. ш. 81°42′00″ сх. д. / 7.71667° пн. ш. 81.70000° сх. д. |
| Джафна යාපනය யாழ்ப்பாணம்                                         |            | Джафна / Наллур                                            | Джафна       | Північна            | 88,138             | 80,829       | 20.20       | 3766                       | 9°40′00″ пн. ш. 80°00′00″ сх. д. / 9.66667° пн. ш. 80.00000° сх. д. |
| Катунаяке කටුනායක கட்டுநாயக்க                                    |            | Катана                                                     | Гампаха      | Західна             | 76,816             | 60,915       |             |                            | 7°10′00″ пн. ш. 79°52′00″ сх. д. / 7.16667° пн. ш. 79.86667° сх. д. |
| Дамбулла දඹුල්ල தம்புள்ளை                                        |            | Дамбулла                                                   | Матале       | Центральна          | 68,821             | 23,814       |             |                            | 7°51′24″ пн. ш. 80°38′57″ сх. д. / 7.85667° пн. ш. 80.64917° сх. д. |
| Колоннава කොලොන්නාව கொலன்னாவ                                      |            | Колоннава                                                  | Коломбо      | Західна             | 64,887             | 60,044       |             |                            | 6°55′00″ пн. ш. 79°54′00″ сх. д. / 6.91667° пн. ш. 79.90000° сх. д. |
| Анурадхапура අනුරාධපුරය அனுராதபுரம்                               |            | Східний Нуварагам-Палата                                   | Анурадхапура | Північно-Центральна | 63,208             | 50,595       | 36.00       | 2314                       | 8°21′00″ пн. ш. 80°23′00″ сх. д. / 8.35000° пн. ш. 80.38333° сх. д. |
| Ратнапура රත්නපුර இரத்தினபுரி                                    |            | Ратнапура                                                  | Ратнапура    | Сабарагамува        | 52,170             | 47,105       | 20.00       | 2474                       | 6°40′00″ пн. ш. 80°24′00″ сх. д. / 6.66667° пн. ш. 80.40000° сх. д. |